# クリムトゥ山
クリムトゥ山（クリムトゥさん、インドネシア語: Gunung Kelimutu）は、インドネシア・フローレス島中部、モニの町近くにある火山である。三色の火口湖を持つ。

## 概要
西側には深緑色のTiwu Ata Mbupu（老人の霊の行く湖）、東側には青緑色のTiwu Nuwa Muri Koo Fai（若い男女の霊の行く湖）、黒色のTiwu Ata Polo（罪人の霊の行く湖）が並んでいる。以前はそれぞれ、緑色、青色、赤色だった。東側の２つの湖では水中の噴気孔によって湧昇が起こっているとみられる。湖の色は時おり変化している。インドネシアの旧5000ルピア紙幣の裏面にも、現在の色とは異なる当時の色で描かれていた。
湖は人気の観光地となっているだけでなく、地質学者の関心を集めている。火口湖では有史以来小規模な水蒸気爆発が起きている。クリムトゥ山頂上の標高は1639メートル、数キロ離れてクリボとクリバラの火山円錐丘がある。クリムトゥ自然公園の地元スタッフによると、火山ガスの活動に誘発されて湖水中の鉱物に化学反応が起こることにより、色が変化するという。
最も近い空港はマウメレかエンデであり、マウメレへはバリからの定期便が就航している。マウメレから麓のモニの町へは自動車で3時間程度である。